# Candy
Candy Group — итальянская группа компаний, крупный производитель бытовой техники, одна из ведущих компаний по крупной бытовой технике . Штаб-квартира расположена в городе Бругерио рядом с Миланом. Дочерняя компания китайского производителя Haier.

## История
Компания основана Эденом Фумагалли в 1945 году как механическая мастерская. Начиная с 1970-х годов Candy целенаправленно скупала другие компании по производству бытовой техники. Так, в 1970 году был куплен итальянский завод кухонных плит La Sovrana Italia, в 1985 году — производитель холодильников, стиральных машин и сушилок Zerowatt Italia (1985), в 1987 году — французский производитель плит и встроенной техники Rosieres, в 1995 году — компания по производству пылесосов Hoover European Appliances. В 2005 году компанией была куплена известная российская торговая марка стиральных машин «Вятка» и их производитель завод «Веста» в Кирове.
В январе 2019 года китайская компания Haier полностью поглотила производителя Candy.

## Собственники и руководство
Candy Group — частная компания. Управляющая компания — итальянская Candy Elettrodomestici s.r.l, принадлежит семейству Фумагалли.
Председатель совета директоров компании — Пеппино Фумагалли, генеральный директор — Семи Левит.
Куплена китайской компанией «Haier», объединенная компания называется «Haier Europe», объединенный офис базируется в г. Бругерио (провинция Монца, к северу от Милана)
С 2019 года: генеральный директор — Яник Ферлан, операционный директор — Семи Левит

## Деятельность
Компания владеет брендами Candy, Rosieres, Hoover, Otsein-Hoover, Helkama-Hoover, Zerowatt, Iberna и Gias, «Вятка». У Candy имеется девять предприятий в Италии, Франции, Испании, Великобритании, России, Чехии, Турции и Китае. Основные направления производства: стиральные и стиральносушильные машины, сушильные машины, посудомоечные машины, холодильники, встраиваемая техника, плиты и пылесосы.
В 2009 году компания произвела около 6,2 млн единиц техники, выручка за этот период, по данным компании, составила 937 млн евро (на 14 % меньше, чем в 2008 году), размер прибыли не раскрывается. Численность персонала на 2010 год — около 7 тыс. человек.

## Критика
В декабре 2018 года французский антимонопольный регулятор оштрафовал Candy на 15 млн евро за ценовой сговор с Electrolux, BSH, Whirlpool и другими компаниями. Как было установлено расследованием, представители компаний встречались несколько раз в период с 2006 по 2009 года. Так, например, в 2008 году компании договорились о повышении цен на 20 евро для товаров ценой менее 200 евро и на 50 евро на товары ценой более 400 евро.